# 村山和実
村山和実（むらやま・なごみ　1988年10月31日-）は神奈川県出身のタレント、モデル、トータルビューティーデザイナー。所属事務所はビーイング傘下のWhite Dream
文化学園大学卒業。在学中の2011年、「ミス・インターナショナル」日本代表に選ばれ、世界大会（成都/中国）に出場。その後もモデルやラジオ番組のレポーターなどとして活躍し、2013年には農業の動きをヒントにしたカナダ発祥のエクササイズ「ViPR(バイパー)」のインストラクター資格を取得。

## 出演

### 雑誌
- 25ansウェディング
- Yogini
- ELLE　エル・ジャポン
- 日経ヘルス
- Body＋
- Tarzan
- Running Style 不定期連載（2013年7月号より）

### ラジオ
- FM795埼玉　レポーター

### テレビ
- 美少女ヌードル（テレビ朝日）
- シューイチ（日本テレビ）

### テレビドラマ
- 片恋グルメ日記 （2020年10月12日 - TOKYO MX） - 松尾紀子 役

### イベント
- BONIA トークショー

- [ISETAN 府中 2014 A/W ファッションショー＆トークショー 並びに企画プロデュース]

### ミュージックビデオ
新浜レオン
 「さよならを決めたのなら」
恋人役